# Takashi Sekizuka
Takashi Sekizuka (関塚 隆 Sekizuka Takashi?), född 26 oktober 1960, är en japansk tidigare fotbollsspelare och tränare.
Takashi Sekizuka var tränare för det japanska U-23 landslaget i OS 2012.